# 科莫爾尼基
48°59′20″N 23°2′31″E / 48.98889°N 23.04194°E
科莫爾尼基（烏克蘭語：Комарники），是烏克蘭西部的村莊，隸屬利維夫州的桑比爾區。該村面積2.2平方公里，海拔高度677米，2016年人口1,031，人口密度每平方公里487.73人。